# Aeroportul Huai'an Lianshui
Aeroportul Huai'an Lianshui (IATA: HIA, ICAO: ZSSH) este un aeroport din Lianshui County⁠(d), Huai'an⁠(d), Jiangsu, Republica Populară Chineză ce deservește zona Huai'an⁠(d). Aeroportul a fost tranzitat în 2022 de 808.464 de pasageri. A fost numit după zona deservită.
Situat la o altitudine de 7 m, aeroportul dispune de o singură pistă.